# Убиство, написала је
Убиство, написала је (енгл. Murder, She Wrote) је америчка ТВ серија, са Анџелом Ленсбери у главној улози, као Џесика Флечер, списатељица крими романа и аматерска детективка. Серија броји 12 сезона са 264 епизоде, а емитована је од 1984. до 1996. године на каналу Си-Би-Ес. Након краја серија, уследила су четири ТВ филма. Пратило ју је више од 30 милиона гледалаца недељно током врхунца (понекад је било и преко 40 милиона) и деценију је била основа Си-Би-Есове програмске шеме недељом увече. У синдикацији, серија је још увек успешна широм света.
За свој рад на Убиство, написала је, Анџела Ленсбери је била номинована за 10 награда Златни глобус и 12 награда Еми, освојивши четири Златна глобуса. Она држи рекорд за највише номинација и освајања Златног глобуса за најбољу глумицу у драмској ТВ серији и највише номинација за награду Еми за најбољу главну глумицу у драмској серији. Серија је три пута била номинована за награду Еми за најбољу драмску серију. Номинована је шест пута у истој категорији и за награду Златни глобус, освојивши је двапут.
Након што се серија завршила 1996. године, објављена су четири ТВ филма у периоду од 1997. до 2003. године. Видео-игрица за PC платформу је издата 2009, а њен наставак 2012. године. Спин-оф серија књига се издаје до дан-данас.

## Опис
Анџела Ленсбери наступа у улози списатељице кримића, драге и благе Џесике Флечер која има итекакав њух за злочин. Почела је да пише да би се опоравила од супругове смрти, а кад јој је први роман постао успешан, Џесика је одлучила да се посвети решавању злочина не само у фикцији, већ и у стварности. Тако ће Џесика често бити далеко од своје писаће машине, а близу улози праве детективке. Њена проницљивост и добро познавање злочиначког ума ће је често одвести у опасне ситуације, али то је никада неће спречити да поступи храбро и по грађанској дужности. Ова популарна серија направљена је тако да гледаоцу даје трагове и охрабрује га да и сам погађа ко је кривац, па се тако придружи Џесики у решавању замршених случајева.